# Amaro Freitas
Amaro Freitas (* 18. September 1991 in Recife) ist ein brasilianischer Jazzmusiker (Piano, Komposition).

## Leben und Wirken
Freitas, der in einem Vorort von Recife aufwuchs, erregte durch die Arbeit als Pianist in einer Kirchenband seines Vaters als „Wunderkind“ Aufsehen. Er begann ein Studium am Conservatório Pernambucano de Música, das er aber wegen eines finanziellen Engpasses seiner Familie abbrechen musste.
Freitas Debütalbum Sangue Negro (2016) und das Folgealbum Rasif (2018) wurden rasch international bekannt; im Down Beat hieß es, er habe „einen Zugang zum Keyboard entwickelt, der so einzigartig ist, dass er verblüfft.“ Gemeinsam mit Lenine entstand 2020 der Song „Vivo“, mit Milton Nascimento „Não Existe Amor em SP“ und „Cais“. Freitas drittes Album Sankofa (2021) wurde als Ergebnis einer spirituellen Suche nach vergessenen Geschichten, grundlegenden Ideen und inspirierenden Figuren aus der afrobrasilianischen Kultur vorgestellt. Wie 2019 tourte er 2022 mit seinem Trio aus Jean Elton und Hugo Medeiros in Europa, wo er bei Xjazz und solo beim Moers Festival auftrat. 2024 erschien sein von der Kritik gelobtes viertes Album Y’Y.

## Webpräsenz
- Webpräsenz
- Amaro Freitas bei Discogs